# 20362 Trilling
20362 Trilling (tên chỉ định: 1998 JH3) là một tiểu hành tinh vành đai chính. Nó được khám phá thông qua Chương trình nghiên cứu đối tượng gần Trái Đất của đài thiên văn Lowell ở Anderson Mesa ở Coconino County, Arizona, ngày 1 tháng 5 năm 1998. Nó được đặt theo tên David E. Trilling, trợ lý thiên văn học ở Đại học Arizona.